# Sertã
Sertã is een gemeente in het Portugese district Castelo Branco.
De gemeente heeft een totale oppervlakte van 447 km² en telde 16.720 inwoners in 2001.
De stad Sertã ligt 200 km ten noorden van Lissabon. De stad kent 5500 inwoners.

## Bevolkingsgroei
| Bevolking van Sertã (1801 – 2004) | Bevolking van Sertã (1801 – 2004) | Bevolking van Sertã (1801 – 2004) | Bevolking van Sertã (1801 – 2004) | Bevolking van Sertã (1801 – 2004) | Bevolking van Sertã (1801 – 2004) | Bevolking van Sertã (1801 – 2004) | Bevolking van Sertã (1801 – 2004) | Bevolking van Sertã (1801 – 2004) |
| 1801                              | 1849                              | 1900                              | 1930                              | 1960                              | 1981                              | 1991                              | 2001                              | 2004                              |
| --------------------------------- | --------------------------------- | --------------------------------- | --------------------------------- | --------------------------------- | --------------------------------- | --------------------------------- | --------------------------------- | --------------------------------- |
| 10235                             | 13456                             | 20380                             | 24057                             | 27997                             | 21503                             | 18199                             | 16720                             | 16208                             |

## Plaatsen in de gemeente
|  | Freguesia             | bevolking | km²   | inw/km² |
|  | --------------------- | --------- | ----- | ------- |
|  | Cabeçudo              | 1005      | 9,95  | 100,4   |
|  | Carvalhal             | 613       | 9,84  | 62,3    |
|  | Castelo               | 952       | 24,62 | 47,2    |
|  | Cernache de Bonjardim | 3283      | 72,06 | 45,6    |
|  | Cumeada               | 573       | 23,10 | 24,8    |
|  | Ermida                | 301       | 27,98 | 10,8    |
|  | Figueiredo            | 286       | 14,70 | 19,5    |
|  | Marmeleiro            | 304       | 29,70 | 10,2    |
|  | Nesperal              | 335       | 7,74  | 43,3    |
|  | Palhais               | 346       | 22,04 | 15,7    |
|  | Pedrógão Pequeno      | 916       | 42,75 | 21,4    |
|  | Sertã                 | 5500      | 81,71 | 67,3    |
|  | Troviscal             | 1134      | 54,06 | 21,0    |
|  | Várzea dos Cavaleiros | 968       | 32,88 | 29,4    |